# غواصة يو-117
كانت الغواصة يو-117 واحدة من 329 غواصة خدمت في البحرية الإمبراطورية الألمانية خلال الحرب العالمية الأولى. 